# Koivusaari (ö i Finland, Nyland, Helsingfors, lat 60,37, long 24,22)
Koivusaari är en ö i Finland. Den ligger i sjön Hiidenvesi och i kommunen Vichtis i den ekonomiska regionen  Helsingfors  och landskapet Nyland, i den södra delen av landet, 50 km nordväst om huvudstaden Helsingfors. Öns area är 1,3 hektar och dess största längd är 190 meter i sydöst-nordvästlig riktning.